# Josef Holzmann
Josef Holzmann (* 24. Februar 1964 in Peiting) ist ein ehemaliger deutscher Radrennfahrer. Der 1,75 Meter große Holzmann galt mit einem Wettkampfgewicht von 64 Kilogramm als Bergspezialist.

## Werdegang
Holzmann erlernte den Beruf als Werkzeugmechaniker und kam über ein Paarzeitfahren zum Straßenradsport. Er startete zunächst für den RC 72 Peiting und wurde Bayerischer Bergmeister der Junioren sowie Oberbayerischer Bergmeister der Amateure.
Ab der Saison 1989 fuhr Holzmann als Berufsfahrer für das Team Stuttgart, der Vorgängermannschaft des Team Telekom, bei der er bis 1992 blieb, aber anschließend von der neuen sportliche Leitung keinen Vertrag mehr erhielt. In dieser Zeit bestritt Holzmann zwei Grand Tours: die Vuelta a España 1990, bei der er einen dritten Etappenplatz belegte und 78. der Gesamtwertung wurde und den Giro d’Italia 1992, den er als 36. beendete. Bei den Deutsche Straßen-Radmeisterschaften wurde er 1989 Fünfter und gewann 1991 die Deutsche Meisterschaft im Kriteriumsrennen. Außerdem wurde er 1989 Gesamtdritter des Grand Prix Guillaume Tell.
Im Jahr 1993 ging Holzmann wieder als Amateur an den Start und arbeitete beruflich bei seinem Freund und Betreuer, Franz Sailer im gleichnamigen Fahrradgeschäft, als Fahrradmechaniker. Im Radsport gewann er in dieser Zeit mit jeweils einer Etappe des Grand Prix Guillaume Tell und der Bayern-Rundfahrt die einzigen internationalen Wettbewerbe seiner Radsportlaufbahn. Zwischenzeitlich hatte Holzmann 1994 wieder einen Profivertrag beim belgischen Radsportteam Trident-Schick, für das er bei der Tour de Suisse 1994 einen vierten Etappenplatz belegte.
In den Jahren 1995 bis 1997 fuhr Holzmann für den PSV Köln, beziehungsweise dessen UCI-Sportgruppe Mediapark Köln-Flughafen Köln Bonn. Danach beendete Holzmann seine internationale Radsportkarriere, bestritt Radrennen für den Verein Burggener Concorden und arbeitete als Lagerist.

## Erfolge
1991
- Deutscher Meister – Kriterium

1993
- eine Etappe Grand Prix Guillaume Tell
- eine Etappe Bayern-Rundfahrt